# Bundesverband Deutscher Ziegenzüchter
Der Bundesverband Deutscher Ziegenzüchter e.V. (BDZ) ist ein Verein mit Sitz in Berlin und befasst sich rund um die Ziegenzucht und Ziegenhaltung. Der BDZ ist Mitglied im Dachverband Arbeitsgemeinschaft Deutscher Tierzüchter.

## Mitglieder
Ordentliche Mitglieder sind 13 deutsche Landesverbände.
Außerordentliche Mitglieder
- Gesellschaft zur Erhaltung alter und gefährdeter Haustierrassen e. V.  Witzenhausen
- Käserei Altenburger Land GmbH & Co. KG,  Lumpzig OT Hartha
- Andechser Molkerei Scheitz GmbH, Andechs
- Fa. Selectavet, Weyern-Holzolling
- Institut für Tierzucht und Haustiergenetik, Göttingen

Ehrenmitglieder
- Hermann Birnkammer, Stuttgart
- Otto Thume, Kaiserbach
- Hermann Trautwein, Nürtingen
- Gert Schult, Wathlingen
- Dietlind von Sommerfeld, München
- Ernst-August Viets, Holswicke Westfalen
- Ulrike Höfken, Ingendorf

## Aufgaben
Der BDZ vertritt das Ziel, ausgewogene Rahmenbedingungen für eine wettbewerbsfähige Ziegenhaltung zu gewährleisten.
Darüber hinausgehende Aufgabengebiete sind:
- Regelmäßige Mitgliederinformationen rund um aktuelle Themen im Bereich der Ziegenhaltung.
- Beratung der Mitglieder in Fragen der Zucht, Fütterung, Haltung und Vermarktung von Zuchttieren und erzeugten Produkten aus der Ziegenhaltung.
- Durchführung verbandsinterner Fortbildungsveranstaltungen zu aktuellen Themen der deutschen Ziegenzucht und -haltung sowie der Vermarktung von Milch, Fleisch und deren Verarbeitungsprodukten.
- Interessenvertretung für die speziellen Belange der Ziegenzucht und -haltung auf EU-, Bundes-, Landes- und Regionalebene.[2]